# Hartswater
Hartswater is een landbouwdorp gelegen in de gemeente in de Zuid-Afrikaanse provincie Noord-Kaap. Het ligt tussen 36 km noordelijk van Warrenton en 23 km ten zuiden van Taung in het Vaalharts-irrigatiesysteem. De townships Bonita Park en Pampierstad zijn nabij het dorp gelegen. Hartswater ligt aan de Pokwanirivier een kleine zijrivier van de Hartsrivier.
De Kalahari-achtige omgeving in en om het dorp is in een lustoord herschapen, dankzij het water van de Vaalrivier wat in reusachtige betonen kanalen van zowat 50 km ver hierheen geleid wordt. Door de ijver van de eerste nederzetters is de zandige, beboste bodem in korte tijd nadat het dorp was aangelegd herschapen in een rijke en vruchtbare aarde.

## Geschiedenis
In 1933 begon het "ministerie van besproeiing" met de bouw van een dam in de Vaalrivier nabij Warrenton en ook met de aanleg van kanalen naar de Hartsriviervallei (destijds "Hartzriviervallei"). Ongeveer duizend blanken hebben aan het werk deelgenomen, wat een van de regeringsoplossingen was voor het vraagstuk van de arme blanken. In 1938 waren de eerste nederzetters in Vaalharts aangekomen en binnen 12 jaar werden er meer dan duizend kleine boerderijen aangelegd. Tezelfdertijd begonnen de nederzetters zich in Hartswater te vestigen, zodat het na niet al te lange tijd het een zelfstandig dorp werd. In april 1960 werd het erkend als zelfstandige gemeente. De naam van het plaatsje is afgeleid van de Hartsrivier. In de omgeving kregen de nederzetters elk een kleine hoeve van 30 morgen (amper 26 hectaren) besproeibare grond. Er werd in Hartswater ook een monument gebouwd, in de vorm van een miniatuur kerk, ter ere van de vrouwen van Vaalharts voor hun bijdrage aan de bouw en ontwikkeling van het Vaalharts irrigatieschema. Het plaatsje heeft zijn eigen wijnkelder en ook een nieuw gebouwde olijfverwerkingsfabriek.

## Nederduits-Gereformeerde gemeente
De plaatselijke gemeente van de Nederduits-Gereformeerde kerk werd op 8 mei 1946 met 750 lidmaten afgesplitst van de gemeente Vaalharts op het gelijknamige irrigatiesysteem. De eerste predikant Ds. J.S. Cronje, werd reeds op 4 augustus van hetzelfde jaar bevestigd en moest voorlopig wonen in een nederzetterhuis. Anno 2009 was dit nog steeds een redelijk grote plattelandsgemeente met zowat 900 volwassenen (belijdende) leden. en twee voltijdse predikanten.